# ستيفن ستابس
ستيفن ستابس بالإنجليزية: Stephen Stubbs)‏ هو موسيقي أمريكي، ولد في 1951 في سياتل في الولايات المتحدة.

## وصلات خارجية
- ستيفن ستابس على موقع ميوزك برينز (الإنجليزية)
- ستيفن ستابس على موقع ميوزك برينز (الإنجليزية)
- ستيفن ستابس على موقع أول ميوزيك (الإنجليزية)
- ستيفن ستابس على موقع ديسكوغز (الإنجليزية)